# Staten Island Borough Hall
Le Borough Hall de Staten Island est le principal édifice municipal de l'arrondissement de Staten Island à New York. Il est situé au 10 Richmond Terrace, à côté du palais de justice du comté de Richmond et en face du terminal de St. George. Le Borough Hall de Staten Island abrite le bureau du président de l'arrondissement, les bureaux des départements des bâtiments et des transports et d'autres bureaux municipaux. 

## Description
Le bâtiment de brique et de calcaire de style Renaissance française de 1906 a été conçu par Carrère and Hastings (en), après la consolidation de New York en 1898. John Carrere était un résident de Staten Island et il a aidé à sélectionner le site spectaculaire de la colline de Borough Hall. L'intérieur du bâtiment contient une série de treize peintures murales WPA illustrant des événements de l'histoire de Staten Island, peintes en 1940 par l'artiste local Frederick Charles Stahr ,. 
Le bâtiment est un monument de la ville de New York et a été inscrit au registre national des lieux historiques en 1983.  

## Voir également
- Liste des mairies d'arrondissement de New York et des bâtiments municipaux
- Liste des monuments désignés de New York à Staten Island
- Liste du Registre national des lieux historiques dans le comté de Richmond, New York